# Munir Mohamedi
Munir Mohand Mohamedi El Kajoui, känd som endast Munir, född 10 maj 1989 i Melilla, Spanien, är en marockansk fotbollsmålvakt som spelar för Al Wehda och Marockos landslag.

## Landslagskarriär
Munir debuterade för Marockos landslag den 28 mars 2015 i en 0–1-förlust mot Uruguay. I november 2022 blev Munir uttagen i Marockos trupp till VM 2022.